# Günter Kiesant
Günter Kiesant (* 8. März 1932) ist ein deutscher Jazzmusiker (Schlagzeug, Komposition). Er gilt als Nestor des ostdeutschen Jazzdrummings.

## Leben und Wirken
Kiesant erhielt als Elfjähriger ersten Musikunterricht (Violine), mit 16 Jahren begann er Schlagzeug zu spielen. In Potsdam wohnend, studierte er 1949–51 Musik am Städtischen Konservatorium in West-Berlin, anschließend beim Schlagzeuger der Berliner Philharmoniker Kurt Ladentin. 1950 trat er im Unterhaltungsorchester seines Vaters, Obermusikmeister Erich Kiesant, auf. In den 1950er-Jahren gehörte er verschiedenen Berliner Jazzcombos an, wie den Spree City Stompers, der Lem Acron Combo und dem Harry Seeger Quintett. In dieser Zeit spielte er u. a. auch mit Sahib Shihab, Rolf Kühn, Hans Koller, Illinois Jacquet und Nelson „Cadillac“ Wilson.
In West-Berlin nahm er unter dem Pseudonym Tom „Eminenz“ Roberts 1953 mit Frank „Big Boy“ Godie, 1955/56 mit dem Quintett von Michael Naura und dem Johannes Rediske Trio auf. Er gehörte ab den späten 1950er-Jahren insgesamt für 30 Jahre zum Rundfunk-Tanzorchester Leipzig unter Leitung von Kurt Henkels bzw. (ab 1959) Gerhard Kneifel, Walter Eichenberg und Eberhard Weise. Außerdem spielte er in Ostberlin im Günter Oppenheimer Trio („Amiga Blues“). Mit Oppenheimer, Horst Schütze, Dieter Resch und Peter Sterzel legte er 1966 die Amiga-LP Die Schräge Drahtkommode vor, zu dem er den Titel „Stadtpfeifer-Parade“ beisteuerte. 1969 führte er gemeinsam mit Pierre Favre die „Suite für zwei Drummer“ von Eberhard Weise auf.
Des Weiteren arbeitete er im Septett von Friedhelm Schönfeld und in verschiedenen DDR-Jazzformationen, wie der Radio-Jazzcombo, dem Mainstream Quintett Leipzig, dem Harry Nicolai Quartett, Eckart Gleim Trio, einem gemeinsamen Quintett mit Günter Hörig und 1988 mit einer Formation unter eigenem Namen („Günter Kiesant Swing Connection“). Auf Empfehlung von Ed Soph wurde Kiesant 1984 Mitglied der „Percussive Arts Society“. 1986 nahm er in Leipzig mit George Gruntz, Franco Ambrosetti und der Leipzig Radio Big Band auf. Im Bereich des Jazz war er zwischen 1953 und 1986 an 13 Aufnahmesessions beteiligt. Neben seiner Tätigkeit als Musiker unterrichtete er 1963–92 an der Bezirksmusikschule Leipzig und 1988–93 an der Hochschule für Musik in Leipzig; in Verbindung mit der Lehrtätigkeit legte er vier Schlagzeuglehrbücher vor.